# USS Wisconsin (SSBN-827)
El USS Wisconsin (SSBN-827) de la Armada de los Estados Unidos será el segundo submarino nuclear de misiles balísticos de la clase Columbia. Será la tercera nave con el nombre de Wisconsin; la anterior fue el acorazado de la clase Iowa USS Wisconsin (BB-64).

## Construcción
Fue ordenado a General Dynamics Electric Boat de Quonset Point, Rhode Island. Su nombre Wisconsin fue anunciado por secretario de la Armada Kenneth J. Braithwaite el 28 de octubre de 2020. El inicio de construcción será en 2024.